# Balch

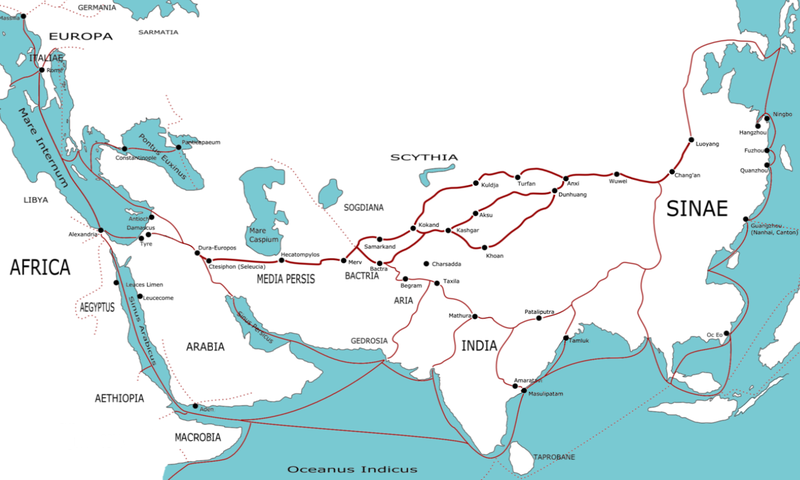
Balch und die Seidenstraße

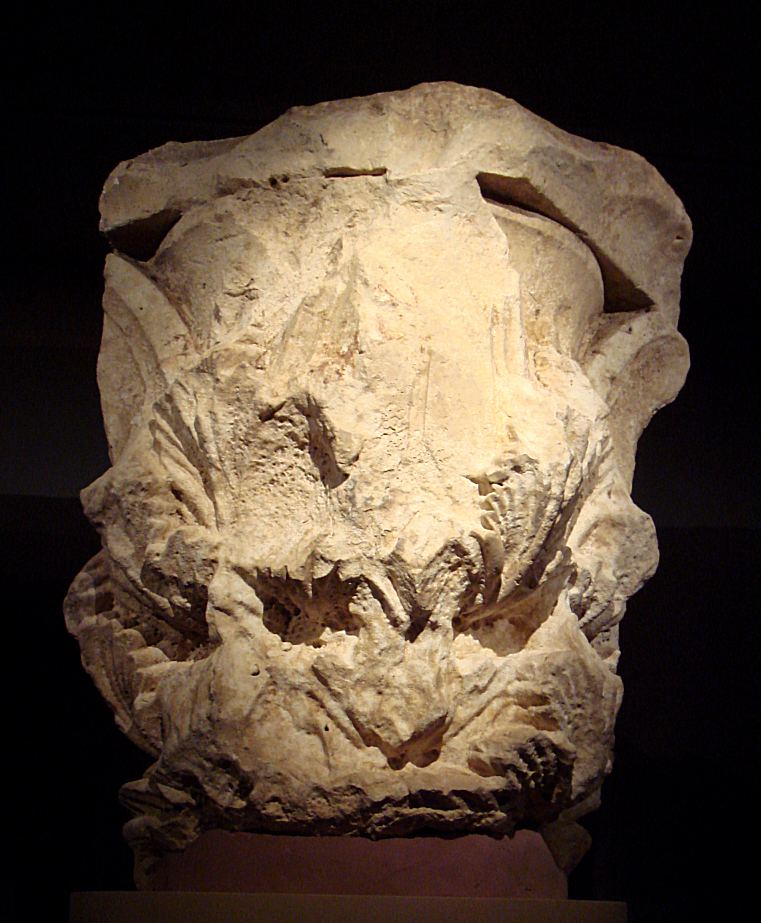
Hellenisches Kapitell aus Balch

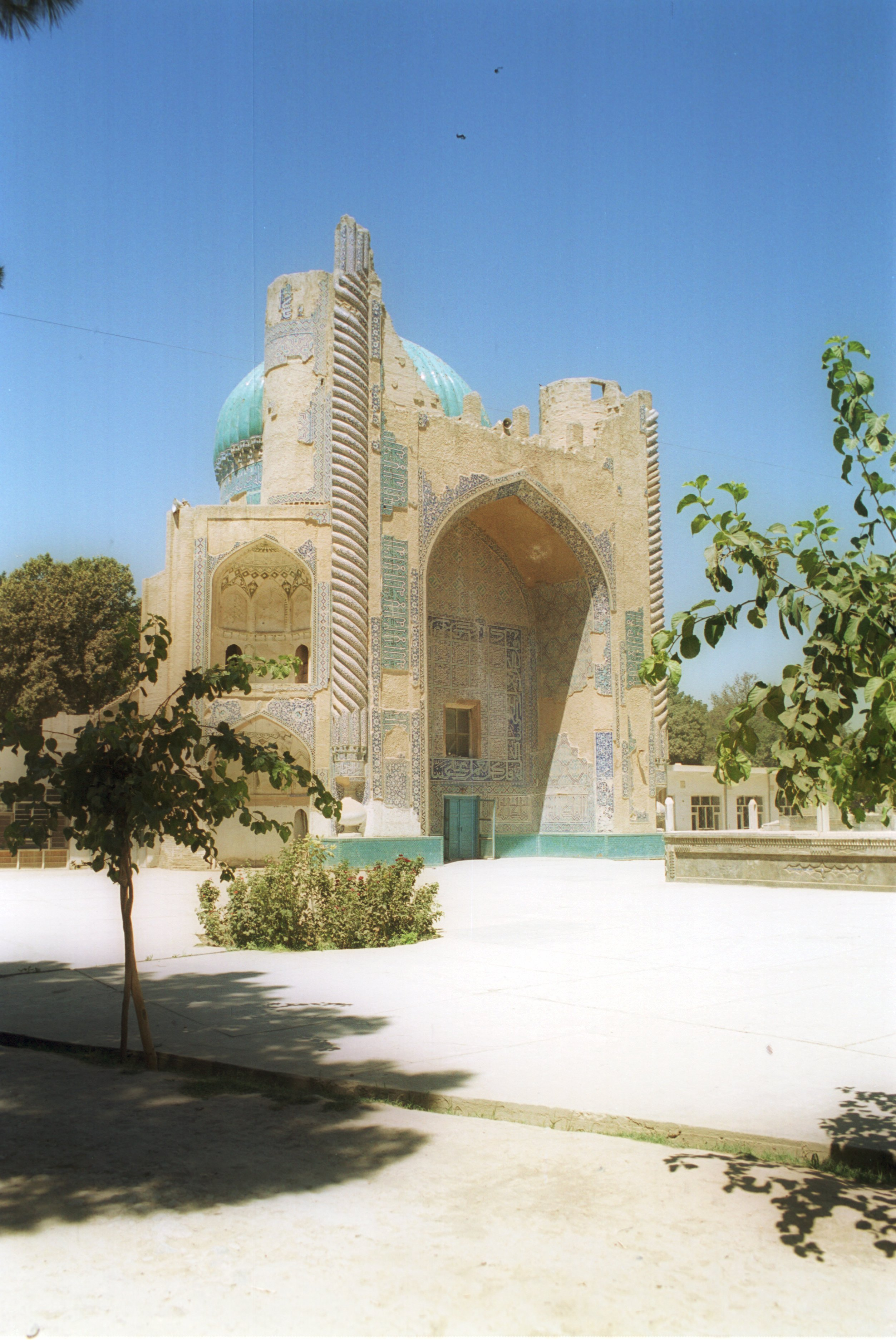
Der Schrein von Khwaja Abu Nasr Parsa im Stadtzentrum, genannt „Grüne Moschee“

Balch (persisch بلخ, DMG Balḫ; englisch Balkh; altgriechisch Baktra; altiranisch auch Zariaspa „Goldenes Pferd“, arabisch auch أُمّ المَدَائِن, DMG Umm al-Madāʾin ‚Mutter der Städte‘) ist eine Stadt in der Provinz Balch im Norden von Afghanistan. Balch ist eine bedeutende Wallfahrtsstätte, rund 20 Kilometer entfernt von Masar-e Scharif, der größten Stadt Nordafghanistans. Die Einwohnerzahl wurde 2012 mit 87.000 berechnet. Seither ist die Stadt enorm gewachsen.

## Geschichte
Balch gilt als eine Wiege der iranischen Zivilisation. In der Antike unter dem Namen Baktra (griech.: Βάκτρα) bekannt, war sie die Hauptstadt Baktriens. In Baktra traf die Seidenstraße auf eine andere Handelsroute, die in nordwestlicher Richtung dem Lauf des Oxus folgend (gemeint ist der heutige Amudarja mit seinem früheren Nebenfluss Usboi) zum Kaspischen Meer führte, sowie in südöstlicher Richtung über den Chaiber-Pass nach Vorderindien.
Um das Jahr 500 v. Chr. wurde Baktrien dem persischen Achämenidenreich einverleibt und blieb bis zu dessen Eroberung durch Alexander den Großen eine der wichtigsten Satrapien dieses Imperiums. Dareios II. war selbst Sohn einer baktrischen Mutter; nach dem Tod Dareios’ III. wurde der Statthalter von Baktrien, Bessos, zum neuen Herrscher ausgerufen; er unterlag aber bald darauf Alexander dem Großen. Im Winter 329/28 v. Chr. befand sich in Baktra auch das Hauptquartier Alexanders.
Unter der Herrschaft der Seleukiden ab 312 v. Chr. war Baktra/Balch fast ausschließlich eine griechische Kolonie. Nach 256 v. Chr. wurde es Bestandteil des nun selbständigen griechisch-baktrischen Reiches, bevor dieses im 2. Jahrhundert dem Ansturm der Saken unterlag. Unter dem Einfluss des Buddhismus entstand hier eine griechisch-buddhistische Mischkultur, der unter anderem die im Jahre 2001 durch die Taliban zerstörten Buddha-Statuen von Bamiyan entstammen.
In der Spätantike war Baktra unter den Sassaniden wieder Teil eines vereinten Perserreichs, bevor die Stadt im 7. Jahrhundert von den muslimischen Arabern erobert und im Laufe der folgenden Jahrhunderte vollständig islamisiert wurde. Im Mittelalter entwickelte sich Balch zu einem Zentrum der persischen Kultur und Literatur und gehörte unter anderem zu den islamischen Reichen der Samaniden, Ghaznawiden, Seldschuken, Ghuriden und Choresm-Schahs, bevor die Stadt 1221 von den Mongolen erobert und vollkommen zerstört wurde. Nach dem Wiederaufbau eroberte Timur-e Lang die Stadt. Er wurde auf einem Kuriltai in Balch im Jahre 1369 zum Emir von Transoxanien ausgerufen. Unter seinen Nachkommen, den Timuriden, entwickelte sich Balch zu einer der wichtigsten Städte Chorasans.
Anfang des 17. Jahrhunderts kämpften das Khanat Buchara und die Perser um die Stadt, das Khanat konnte sich behaupten. Zu Beginn des 18. Jahrhunderts beherrschte es noch immer die Stadt, verlor jedoch an Macht und die lokal regierenden Ming-Amire wurden ab 1707 sichtbarer. 1737 eroberte Reza Quli, der Sohn des persischen Herrschers Nader Schah, die Stadt. Die Herrschaft Persiens dauerte bis 1747, nach dem Tod Nader Schahs zerfiel das Reich wieder.
Die Stadt wurde von den Afghanen unter der Führung Ahmad Schah Durranis erobert und dem neu gegründeten Afghanistan einverleibt, doch Ende des 18. Jahrhunderts gewannen wieder die lokalen Herrschaften an Macht. Danach geriet Balch unter die Herrschaft des expandierenden Russland, bevor die Stadt Mitte des 19. Jahrhunderts – im Verlaufe des Great Game und der darauf basierenden Verträge zwischen den europäischen Kolonialmächten Russland und Großbritannien – endgültig Afghanistan zugesprochen wurde.
Berühmter Sohn der Stadt war der Sufi und Dichter Dschalal ad-Din Rumi (Maulana). Die bekannteste Dichterin der Stadt war Râbia-e Balkhi.
Am 21. April 2017 verübte die seit 1994 existierende radikale Taliban-Miliz, die von 1996 bis 2001 Afghanistan regiert hatte und im Zuge des Krieges gegen den Terror entmachtet worden war, einen Anschlag auf eine Armeebasis in Balch, bei dem etwa 140 Soldaten getötet und 60 Soldaten verwundet wurden.

## Söhne und Töchter der Stadt
- Rābi'a bint Ka'b (10. Jahrhundert), Dichterin
- Daqīqī (10. Jahrhundert), einer der ersten Dichter neupersischer Sprache, möglicherweise in Balch geboren
- Unsuri (um 961 – um 1039/40), persischer Dichter
- Dschalal ad-Din ar-Rumi (1207–1273), Mystiker und Dichter
- Wasef Bakhtari (1942–2023), Intellektueller und Dichter